# Noarootsi
Noarootsi (Estisch: Noarootsi vald, Zweeds: Nuckö kommun) is een voormalige gemeente in de Estlandse provincie Läänemaa. De gemeente telde 835 inwoners (1 januari 2017) en had een oppervlakte van 303,5 km². In oktober 2017 is de gemeente bij de fusiegemeente Lääne-Nigula gevoegd.
De landgemeente had twee officiële talen: naast het Estisch genoot het Zweeds sinds 1997 de status van historische minderheidstaal. De meeste van de 23 dorpen in de vroegere, dunbevolkte gemeente hebben dan ook twee namen. Waar ze één naam hebben, is dat een Zweedse. Dat geldt bijvoorbeeld voor Hosby, waar een middeleeuwse kerk staat.
De hoofdplaats van Noarootsi was Pürksi (Zweeds: Birkas).
In Paslepa (Paslep) staat de voormalige Estische presidentiële zomerresidentie. Het gebouw dateert uit 1938 en werd ontworpen door Olev Siinmaa en Alar Kotli. Vanaf 1991 diende het opnieuw als officieel zomerverblijf, maar in 2009 werd het om financiële redenen afgestoten.

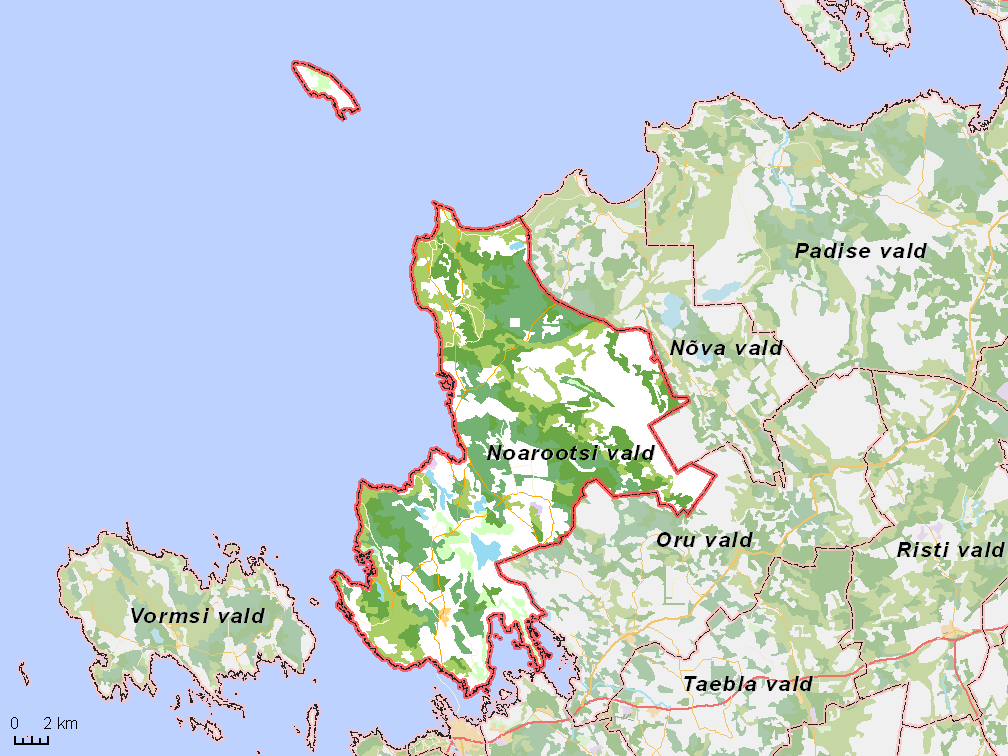
De gemeente met omliggende gemeenten, situatie in 2013